# Hexabathynella hessleri
Hexabathynella hessleri är en kräftdjursart som beskrevs av Jang-Cheon Cho 2000. Hexabathynella hessleri ingår i släktet Hexabathynella och familjen Parabathynellidae. Inga underarter finns listade i Catalogue of Life.